# Mr. Sadman
Pour plus de détails, voir Fiche technique et Distribution.
Mr. Sadman est un film américain réalisé par Patrick Epino, sorti en 2009.

## Synopsis
Avant la première Guerre du Golfe, Mounir, véritable sosie de Saddam Hussein, perd son travail et se retrouve perdu à Los Angeles à la recherche d'un nouveau départ. Après l'invasion de Sadam du Koweit, Mounir réalise à quel point son double est malfaisant et décide de tout faire pour oublier son ancienne vie et son ancien métier. Plus facile à dire qu'à faire...

## Fiche technique
- Titre original : Mr. Sadman
- Réalisation : Patrick Epino
- Scénario : Patrick Epino
- Décors : Cindy Chao
- Costume : Cendra Martel
- Photographie : Chris Chomyn
- Montage : Luke Pebler
- Musique : Austin Wintory
- Producteurs : Rain Breaw, Patrick Epino et Cindy Fang
- Société de production : Empire & Sleep Pictures
- Pays d'origine : États-Unis
- Langue : Anglais
- Genre : Comédie dramatique
- Date de sortie :  États-Unis 
2009

## Distribution
- Al No'mani : Mounir
- Scoot McNairy : Stevie
- Rudy Ramos : Juan Carlos
- Amanda Fuller : Anna
- Tim Kang : Agent Wang
- Cameron Bender : Agent Johnson
- Ricky Harris : Whitey
- Patricia De Leon : Maria
- Charisma McKorn : Lupe
- Jordan Boggess : Paco
- Tyler Jacob Moore : Jon
- Mike Dunay : Ron